# Boston Open 2001
Die Boston Open 2001 im Badminton fanden vom 16. bis zum 18. März 2001 am MIT in Cambridge statt.

## Sieger und Platzierte
| Disziplin    | Gold                       | Silber                         | Bronze                              |
| ------------ | -------------------------- | ------------------------------ | ----------------------------------- |
| Herreneinzel | Mike Beres                 | Wu Chibing                     | Tom Lucas-Piché                     |
| Herreneinzel | Mike Beres                 | Wu Chibing                     | Evgeny Dremin                       |
| Dameneinzel  | Kara Solmundson            | Elie Wu                        | Nancy Demers                        |
| Dameneinzel  | Kara Solmundson            | Elie Wu                        | Kathy Zimmerman                     |
| Herrendoppel | Trisna Gunadi Ben Wu       | Wu Chibing Mathew Fogarty      | Evgeny Dremin Alexey Vasiliev       |
| Herrendoppel | Trisna Gunadi Ben Wu       | Wu Chibing Mathew Fogarty      | Patrice Ritchie Tom Lucas-Piché     |
| Damendoppel  | Janis Tan Elie Wu          | Chantale Bergeron Nancy Demers | Melinda Keszthelyi Szilvia Szombati |
| Mixed        | Mike Beres Kara Solmundson | Andy Chong Szilvia Szombati    |                                     |